# 願い事は1つさ
「願い事は1つさ」(ねがいごとはひとつさ) は、2018年3月28日に発売されたアンティック-珈琲店-の通算26枚目のシングルである。

## 収録曲

### 初回限定盤Ａ
CD
1. 願い事は1つさ
作詞：みく　作曲：カノン　編曲：千葉"naotyu-"直樹[1]
みくは表題曲について「「春に向けての」という意識もあるが、アンティック-珈琲店-にとってシングルのA面曲としては初の失恋ソングになるのも大きい。そういうところも新しい」とコメントしている[2]。
2. ねぇ
作詞：みく　作曲：カノン　編曲:Command+S[1]

DVD
1. 「願い事は1つさ」MUSIC VIDEO
2. Making of「願い事は1つさ」[1]

### 初回限定盤Ｂ
CD
1. 願い事は1つさ
2. ねぇ

DVD
1. ANCAFESTA'17「SUMMER DIVE NEO」～夏飛 hot night dance party～ 2017.8.13 at. SHINAGAWA INTERCITY HALL[1]

### 通常盤
CD
1. 願い事は1つさ
2. ねぇ
3. キミはいつか鍵になる～truth or lie～
作詞：みく 作曲：みく 編曲:千葉"naotyu-"直樹[1]